# 나승호
나승호(1982년 6월 9일 ~ )는 대한민국의 배우이다.

## 연기 활동

### 드라마
- 2007년 MBC 월화드라마 《이산》 ... 익위사 역
- 2009년 KBS2 월화드라마 《꽃보다 남자》 ... 단역
- 2010년 SBS 드라마스페셜 《산부인과》 ... 배달원 역
- 2010년 MBC 월화드라마 《김수로》 ... 단역
- 2011년 MBC 수목드라마 《마이 프린세스》 ... 주유소 직원 역
- 2011년 KBS1 일일드라마 《우리집 여자들》 ... 단역
- 2011년 SBS 주말특별기획 《여인의 향기》 ... 의사 역
- 2011년 드라마 스페셜 《시티헌터》 ... 마스크 쓰고 시티헌터를 만나러 온 남자 역
- 2011년 MBC 일일시트콤 《하이킥! 짧은 다리의 역습》 ... 단역
- 2012년 SBS 아침연속극 《내 인생의 단비》 ... 최규원 본부장비서 역
- 2012년 MBC 월화드라마 《골든타임》 ... 강대제 비서 역
- 2012년 채널A 주간시트콤 《니가 깜짝 놀랄만한 얘기를 들려주마》 ... 승호 역
- 2013년 KBS2 월화드라마 《직장의 신》 ... 신민구 역
- 2013년 KBS2 드라마 스페셜 《그렇고 그런 사이》 ... 철우 역
- 2013년 tvN 월화드라마 《감자별 2013QR3》 ... 단역
- 2014년 KBS2 월화드라마 《빅맨》 ... 이대리 역
- 2014년 KBS1 일일연속극 《고양이는 있다》 ... 강승일 기자 역
- 2014년 KBS2 주말드라마 《가족끼리 왜 이래》 ... 레스토랑 매니저 역
- 2015년 MBC 수목드라마 《맨도롱 또똣》
- 2020년 JTBC 수목드라마 《쌍갑포차》 ... 마주임 역

### 영화
- 2015년 《장수상회》 ... 순경 2 역

### CF
- 2012년 《삼성생명 TV CF》 ... 삼성생명 청년 컨설턴트 역
- 2014년 《조지아 커피 TV CF》